# Герман Лессінг
Герман Лессінг (нім. Hermann Lessing; 20 жовтня 1900, Флоренція, Королівство Італія — 29 травня 1990) — німецький офіцер-підводник, капітан-цур-зее крігсмаріне.

## Біографія
1 квітня 1921 року вступив на флот. В 1937 році переведений в люфтваффе. З жовтня 1937 року — командир ескадрильї бортової авіації 1/196. З жовтня 1939 року — командир 706-ї, з липня 1940 року — 906-ї групи бортової авіації. В липні-жовтні 1942 року — офіцер зв'язку ОКЛ при відділі морської війни ОКМ. 1 липня 1943 року переведений на флот. В липні-грудні пройшов курси підводника і командира підводного човна. З 9 лютого 1944 по березень 1945 року — командир підводного човна U-1231, на якому здійснив 1 тривалий похід (18 жовтня 1944 — 31 січня 1945). Таким чином, Лессінг став одним із найстаріших командирів підводних човнів: свій єдиний похід він здійснив в 44 роки. З березня 1945 року — начальник штабу 2-го адмірала на Балтійському морі. В травні був взятий в полон. 10 жовтня 1945 року звільнений.

## Звання
- Кандидат в офіцери (1 квітня 1921)
- Фенріх-цур-зее (1 квітня 1923)
- Оберфенріх-цур-зее (1 квітня 1925)
- Лейтенант-цур-зее (1 жовтня 1925)
- Оберлейтенант-цур-зее (1 липня 1927)
- Капітан-лейтенант (1 жовтня 1933)
- Гауптман (1937)
- Майор (6 вересня 1939)
- Оберстлейтенант (27 липня 1940)
- Оберст (1 квітня 1942)
- Капітан-цур-зее (1 липня 1943)

## Нагороди
- Медаль «За вислугу років у Вермахті» 4-го, 3-го і 2-го класу (18 років)
- Нагрудний знак спостерігача (жовтень 1939)
- Залізний хрест 2-го і 1-го класу (1940)
- Авіаційна планка розвідника в сріблі (1941)
- Почесний Кубок Люфтваффе (26 жовтня 1942)
- Нагрудний знак підводника (5 лютого 1945)